# Albert E. Brumley
Albert Edward Brumley (Spiro, Oklahoma, 29 d'octubre de 1905 – 15 de novembre de 1977), fou un compositor i editor de música gospel.
La població on va néixer era una comunitat agrícola d'escassos recursos, i la família del compositor no era diferent. Passà gran part de la seva infància tallant i recol·lectant cotó en la finca familiar. El 1926, es matriculà en l'Institut Hartford Musical de la mateixa ciutat, Hartford (Arkansas) i allí estudià fins al 1931. l'Institut estava dirigit per Eugene Monroe Bartlett (1884-1941), propietari de l'empresa de "Music Hartford Company" i compositor de la coneguda cançó de gospel "Victòria en Jesús". El 1948 Brumley adquirí aquesta empresa de música.
El 1931 Brumley es casà amb Goldie Edith Schell. Vivien a la vora del riu Big Creek en el poblat de Powell, (Missouri), on criaren sis fills.
Va escriure més de 800 cançons. Entre les més conegudes hi ha: "Go a Fly Away", "Engegar la Radio", "Go a Meet You in the mooornig", "The mine Free" entre una multitud de favorites escrites per A. E. Brumley. Albert està inscrit entre els compositors famosos del Gospel Hall de Nashville, d'Oklahoma, etc. Fundà el Brumley Sundow Sunup Evàngeli a Springdale, (Arkansas), que avui porta el seu nom.
Albert Brumley va ser ministre de l'Església de Crist i està enterrat al cementiri de l'Església d'aquest mateix nom a prop de Powell. Va morir el 15 de novembre de 1977. El fill de Brumley, Tom, que moriria el 2009, més tard es va convertir en un respectat guitarrista d'acer en la música country i compositor a l'Església de Crist de Powell.